# Kuronské a zemgalské vévodství
Kuronsko-zemgalské vévodství, pod vlivem polštiny někdy knížectví, (latinsky Ducatus Curlandiæ et Semigalliæ; polsky Księstwo Kurlandii i Semigalii; německy Herzogtum Kurland und Semgallen; lotyšsky Kurzemes un Zemgales hercogiste), zkráceně též Kuronské vévodství/knížectví (Ducatus Curlandiæ; Księstwo Kurlandii; Herzogtum Kurland; Kurzemes hercogiste) byl státní útvar v Pobaltí, který existoval od roku 1562 do roku 1791 jako lenní území Litevského velkoknížectví a později Republiky obou národů.

## Historie

Mapa vévodství v roce 1740

Mělo také kuronské kolonie v Africe a Americe. Roku 1791 dosáhlo vévodství plné nezávislosti, ale již roku 1795 bylo v rámci třetího dělení Polska anektováno Ruskou říší a na jeho území ustavena Kuronská gubernie.

Znak kuronského a zemgalského vévody

Původním sídelním městem bylo kuronské Goldingen (lotyšsky Kuldīga), později byla správa vévodství přenesena do zemgalské Mitavy, dnes známé pod lotyšským jménem Jelgava.